# Rubiera
Rubiera é uma comuna da província de Reggio Emilia na região italiana da Emília-Romanha, localizada próxima da Via Emília, a cerca de 50 km ao noroeste de Bolonha e a cerca de 13 km ao sudeste de Reggio Emilia. 
Rubiera tem como vizinhas as comunas de Campogalliano, Casalgrande, Modena, Reggio Emilia e San Martino in Rio.

## História
O nome original da cidade era Corte de Herberia, provavelmente derivado do celta er-beria, que significa "no meio da planície". Os imperadores Galiano e Valeriano construíram uma ponte na cidade, cruzando o rio Secchia no ano de 259 d.C.
A primeira menção a Rubiera é de 915, quando ainda era um domínio dos Supponidi, e posteriormente passou às mãos dos Obertenghi. Depois de um período de declínio ela recuperou alguma importância no século XII, sob a comuna de Reggio Emilia, graças à sua posição estratégica; a cidade possuía então um castrum (fortaleza) e muros maciços. Mais tarde foi tornou-se território dos Este e depois dos Papas, e posteriormente parte do ducado de Módena e Reggio, quando o castelo foi usado como prisão.

## Esporte
Rubiera é a terra natal de Stefano Baldini, campeão olímpico e europeu de maratona.

## Cidades gêmeas
- - Bjelovar, Croácia
- Neulingen, Alemanha, desde 1991
- Györújbarát, Hungria, desde 2005